# Донецкая улица (Москва)
Доне́цкая у́лица — улица на юго-востоке (ЮВАО) Москвы в районе Марьино между улицей Перерва и Курьяновской набережной.

Нумерация домов начинается от улицы Перерва.

## Происхождение названия
Название присвоено постановлением № 865 от 27 марта 1980 года.
Название было перенесено с упразднённой улицы в посёлке Бирюлёво (до 1964 года — ул. Дзержинского). Названа по городу Донецку в Украинской ССР (центру Донбасса) в связи с расположением на юго-востоке Москвы.

## Расположение
Донецкая улица располагается между улицей Перерва и Курьяновской набережной, заканчиваясь почти у русла Москвы-реки.

От Донецкой улицы влево отходит Новочеркасский бульвар; вправо (на этом же перекрёстке) — Подольская улица, через 500 метров слева примыкает Батайский проезд

Донецкая улица начинается на пересечении с улицей Перерва; является продолжением улицы Нижние Поля.

## Водоёмы
- Москва-река

## Здания и сооружения
Всего: 49 домов.
| - 1 - 1с2 - 2 - 2а - 2с1 - 3 - 4 - 4к2 - 4с2 | - 5 - 6 - 7 - 8 - 9 - 9c1 | - 10а - 10к1 - 11 - 12 - 13 - 14 - 15 - 15с2 - 17 | - 18к1 - 18к2 - 18к3 - 18к3c2 - 19 - 19c2 - 20а - 20к1 - 21 | - 22 - 23 - 23с2 - 26 - 27 - 28 - 29 - 30 - 31 | - 33 - 35 - 40 - 40с5 - 40с6 |

По нечётной стороне:
- 1-й микрорайон Марьино

По чётной стороне:
- 2-й микрорайон Марьино
- 4-й микрорайон Марьино

## Транспорт
По улице проходят автобусы 625, 646, 765, 749, С9, С768, Т74.